# Bernhard-Heiliger-Stiftung

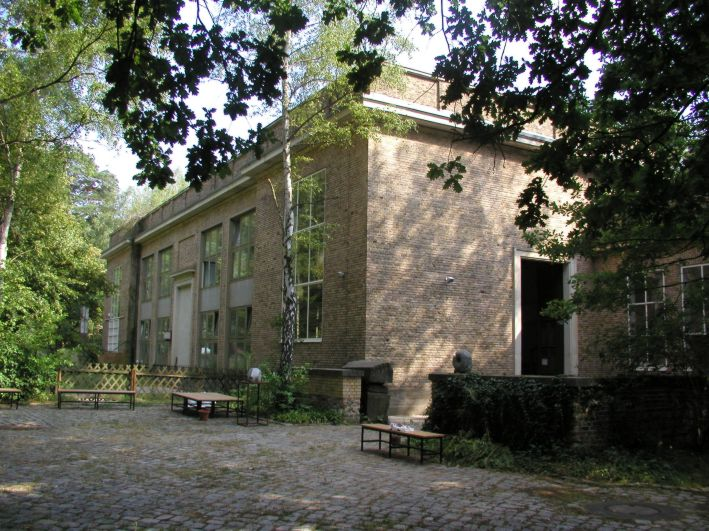
Atelier am Käuzchensteig,
Sitz der Bernhard-Heiliger-Stiftung
und des Kunsthauses Dahlem

Die Bernhard-Heiliger-Stiftung ist eine gemeinnützige Stiftung, die das Werk des Bildhauers und Malers Bernhard Heiliger bewahrt und auch junge, noch unbekannte Künstler unterstützt. Sie hat ihren Sitz in Berlin-Dahlem, Käuzchensteig 8–12 im Gebäude des einst für Arno Breker errichteten Ateliers, in dem von 1949 bis 1995 auch der Namensgeber der Stiftung wohnte und arbeitete.

## Geschichte der Stiftung
Um den künstlerischen Nachlass von Heiliger zu erhalten und der Kunstwelt zu öffnen, gründete Sabine Wellmann-Heiliger, seine vierte Ehefrau, am 25. Oktober 1996 eine gemeinnützige Stiftung. Den Stiftungsvorsitz übernahmen Sabine Wellmann und der Präsident der Hochschule der Künste, Lothar Romain. Heiligers Stiefsohn Marc Wellmann wurde zunächst Kurator der Stiftung, ab 2005 übernahm er den Vorsitz. Als Nachfolger von Sabine Wellmann wurde im Jahr 2012 Walter Rasch in den Stiftungsvorsitz gewählt. Sabine Wellmann war bis zu ihrem Tod im Januar 2021 Ehrenvorsitzende. Im November 2015 wurden Kai Drabe und Sabine Ziegenrücker in den Vorstand der Bernhard-Heiliger-Stiftung berufen. Seit dem 1. Januar 2018 wurde das Amt von Sabine Ziegenrücker und Anna Distelkamp ausgeübt. Nachdem Anna Distelkamp im Februar 2021 ausgeschieden war, rückte Astrid von Schönebeck nach. Seit dem Februar 2022 komplettiert Friedrich Meschede den Vorstand der Stiftung.
Die Stiftung, Mitglied im Bundesverband Deutscher Stiftungen, hat ihr Büro im Baukomplex am Käuzchensteig.

## Zielstellung
Neben der Verwaltung und Verwertung der Rechte am Werk Bernhard Heiligers, fördert die Stiftung auch noch wenig bekannte Künstler in Form des Bernhard-Heiliger-Stipendiums. Die Atelierhaus Dahlem gGmbH, eine Tochtergesellschaft der Stiftung, ist Trägerin des Kunsthauses Dahlem im historischen Ateliergebäude, in dem die Kunst der deutschen Nachkriegsmoderne und auch das Werk von Bernhard Heiliger gezeigt wird. Hier präsentieren auch die Preisträger des Stipendiums ihre Ausstellungen. Neben den durch die Rechteverwertung erwirtschafteten Mitteln konnten für die Finanzierung einzelner Projekte auch Förderungen von der Deutschen Klassenlotterie Berlin eingeworben werden. Darüber hinaus verleiht eine eigene Jury alle vier Jahre den mit 15.000 Euro dotierten Bernhard-Heiliger-Preis für Skulptur. Dessen wichtigstes Vergabekriterium „ist die Würdigung eines noch lebenden Künstlers, der inhärente, von Modeerscheinungen des Kunstmarkts unabhängige Substanz besitzt und einen bedeutenden Beitrag zur Skulptur oder dem Skulpturenbegriff geleistet hat. Der Bernhard-Heiliger-Preis versteht sich weder als Nachwuchs- oder Förderpreis noch als Auszeichnung für bereits klassisch gewordene Künstler“, wie es auf der Stiftungshomepage heißt.

## Atelier und Skulpturengarten
Der Berliner Senat vermietete ab Februar 1949 den Ostteil des Ateliergebäudes zusammen mit der Hausmeisterwohnung im Februar 1949 an den Bildhauer Bernhard Heiliger, der ein Schüler von Breker war und zuvor schon mit ihm zusammen gearbeitet hatte. In diesen Räumen lebte und arbeitete Heiliger bis zu seinem Tod im Jahr 1995.
Das Ateliergebäude mit dem heutigen Kunsthaus Dahlem ist von einem großen naturbelassenen Garten umgeben. Darin befinden sich mehr als 20 meist abstrakte Skulpturen von Heiliger, die aus Zement, Metall oder Kunststoff bestehen. Die Stiftung veranstaltet nach Anmeldung auch Führungen durch den Skulpturengarten.